# Wrecked : Les Rescapés
Wrecked : Les Rescapés (Wrecked) est une série télévisée comique américaine en trente épisodes de 24 minutes créée par Jordan Shipley et Justin Shipley, et diffusée entre le 14 juin 2016 et le 2 octobre 2018 sur TBS.
En France, elle est diffusée dès le 25 juillet 2017 sur Warner TV. Elle reste inédite dans les autres pays francophones.

## Synopsis
Cette série est une parodie de la série Lost : Les Disparus. Elle raconte l'histoire un groupe de survivant lors d'un crash d'avion.

## Distribution

### Acteurs principaux
- Zach Cregger : Owen O'Connor
- Asif Ali : Pack Hara
- Brian Sacca (en) : Daniel « Danny » Wallace
- Rhys Darby : Steve Rutherford
- Brooke Dillman (en) : Karen Cushman
- Ginger Gonzaga : Emma Cook
- Jessica Lowe : Florence Bitterman
- Will Greenberg : Todd Hinkle
- Ally Maki : Jess Kato
- James Scott : Liam

### Acteurs récurrents
- Pablo Azar (en) : Pablo (saison 1)
- George Basil (en) : Chet Smart
- Lela Elam : Diane
- Todd Allen Durkin : Kurt Turdhole
- Brendan Jennings : Jerry
- Mike Benitez : Roger (saison 1)
- Will McLaughlin : Bruce
- Ruben Rabasa : Yolonzo (saison 1)
- Rory Scovel : Corey
- Eliza Coupe : Rosa (saison 1)
- Erinn Hayes : Rosa (saison 2)
- Ebonee Noel : The Barracuda
- Ravi Patel : Tank Top
- Lucas Hazlett : Bandana
- Shaun Diston : V-Neck
- Patrick Cox : Flannel
- Jemaine Clement : Luther (saison 2)
- Dink O'Neal : Richard « Dick » Wallace
- Jonno Roberts : Declan Stanwick (saison 3)

### Invités
- Darin Toonder : Owen
- Luke Nappe : Young Owen
- Gary Anthony Williams : Gary
- Josh Lawson : Eric
- Elke Berry : Carol
- Jamie Denbo (en) : Greta Liebowitz
- Chris Bosh : lui-même

## Production
En février 2019, une quatrième saison n'est pas envisagée.

## Épisodes

### Première saison (2016)
1. Tout n'est pas perdu (All Is Not Lost)
2. Repose en paix Callaway (Rest in Peace, Callaway Hinkle)
3. La dernière séance (Always Meant to See That)
4. La Réserve (The Community Pile)
5. Le puits de justice (Tubthumping)
6. Obsessions (The Phantom)
7. Le procès (The Trial)
8. Les aventures de Beth et Lamar (The Adventures of Beth and Lamar)
9. Javier et toute la clique (Javier and the Gang)
10. Trucs de flic (Cop Tricks)

### Deuxième saison (2017)
Le 6 juillet 2016, la série est renouvelée pour une deuxième saison, diffusée à partir du 20 juin 2017.
1. La rançon (Ransom)
2. Le partage de l'île (Poison)
3. Le caïman (Caiman)
4. Tony Pepperoni (Tony Pepperoni)
5. Trois en un (No One Rides for Free)
6. Sœur Compassion (Sister Mercy)
7. Douche froide (Cruise-ifornication)
8. Cap sur le danger (Speed)
9. Coup monté (The Setup)
10. Termes de geek (Nerd Speak)

### Troisième saison (2018)
Le 13 septembre 2017, la série est renouvelée pour une troisième saison, diffusée à partir du 7 août 2018.
1. L'homme-buisson (Bush Man)
2. Vomi et cigares (Puke & Cigars)
3. Que la chasse commence (Six Feet)
4. Le pro de l'échec (A Game of Chest)
5. Le dernier repas (Last Meal)
6. Ouverture de la chasse (Hunt Day)
7. Leçons de vie (Ballers)
8. Le retour du prince des ténèbres (The Dark Prince Returns)
9. Madame Stanwick (Mrs Stanwick)
10. La famille Ile déserte (The Island Family)